# SVT-40半自動步槍
SVT-40（俄语：Самозарядная винтовка Токарева, образец 1940 года，俄语罗马化：Samozaryadnaya Vintovka Tokareva, Obrazets 1940 goda，意为1940型托卡列夫自动装填步枪，簡稱СВТ-40，昵稱為“斯維塔”）是一种苏联研製的半自动战斗步枪，該槍在二战和二戰後的武裝衝突中曾被廣泛使用。蘇聯紅軍原計劃以SVT-40大規模取代本身為栓動式步槍的莫辛-納甘，以作為他們的新型制式步槍。然而由於德軍於1941年發動巴巴羅薩行動入侵蘇聯，導致該槍的生產受到阻礙，蘇軍只好繼續以莫辛-納甘作為在二戰期間的主力步槍使用。而在战后，苏联又采用了新式的步枪作为制式步枪，例如SKS与AK-47。

## SVT-38

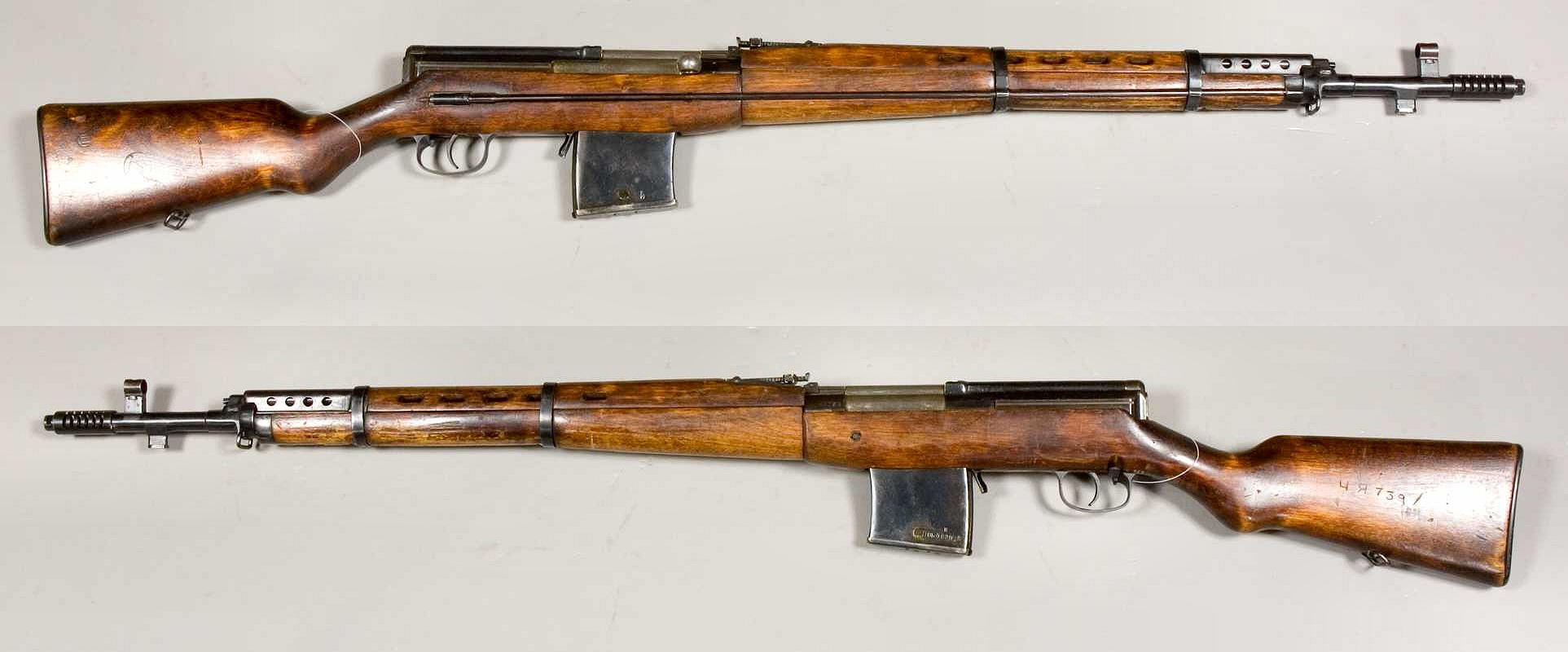
SVT-38

費多爾·托卡列夫最早在1930年代初設計出SVT步槍的基本結構。他放棄了先前使用後座作用機制運作的原型半自動步槍，並開始研發一種使用導氣式原理運作的步槍。同時，約瑟夫·斯大林本人對半自動軍用步槍相當感興趣，蘇聯陸軍也於1935年舉行了一場自動步槍招標。該招標的贏家為謝爾蓋·加夫里洛維奇·西蒙諾夫設計的步槍，該槍在翌年被軍方正式採用，並被命名為“AVS-36”。然而，AVS步槍的問題很快便浮上水面，故西蒙洛夫和托卡列夫都在後來的招標中提交了自己的改進設計。而這次則是托卡列夫的步槍被採納並投產，該槍被命名為“SVT-38”，有望成為蘇軍的新型制式步槍。當時蘇聯計劃在1942年開始大規模生產SVT步槍，並在每年生產20萬枝步槍。SVT步槍於1939年7月正式在圖拉兵工廠投產，於1939年末也開始在伊熱夫斯克機器製造廠生產。
SVT-38是一種以導氣式結構運作的步槍，它具備一個位於槍管上方的彈簧式短行程活塞，以及一個傾斜式槍栓。這種機制後來也被許多武器所採用，包括比利時的FN-49半自動步槍和FN FAL自動步槍。
蘇聯的輕兵器往往給人結構簡單和堅固耐用的印象，即使沒有接受過高等教育的士兵也能夠輕鬆操作。而SVT-38則可說是其中一個例外。它的槍托、機匣和槍栓都是為了把重量減至最低而設計的。同時，因該槍的氣缸所在位置令用戶難以快速調整。以蘇聯標準來說，該槍是相對複雜的武器，而且不適合在不時常保養武器的情況下發射具腐蝕性底火的彈藥。
SVT-38以10發容量的可拆式彈匣供彈，它可配備一把刺刀。用戶能夠使用莫辛-納甘步槍的5發容量橋夾把子彈壓入彈匣供彈。該槍具備以當時標準來說較先進的特徵，這些特徵包括：可調整的導氣系統、槍口制退器，以及透過研磨方式刻在機匣上的瞄準鏡導軌。它的狙擊步槍型還具備一條瞄準鏡鎖槽，以及一具3.5倍率的PU光學瞄準鏡。該瞄準鏡比起安裝在莫辛-納甘1891/30型狙擊步槍的同型號要稍微短小。

## SVT-40及其衍生型

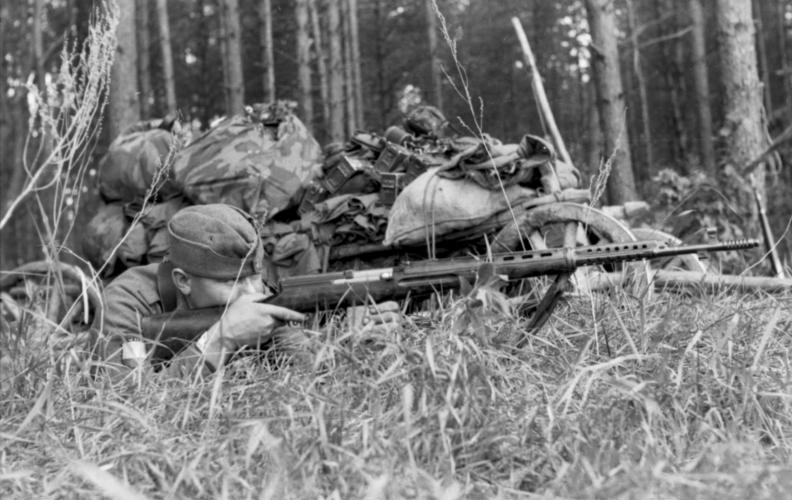
德軍士兵使用從蘇軍繳獲的SVT-40

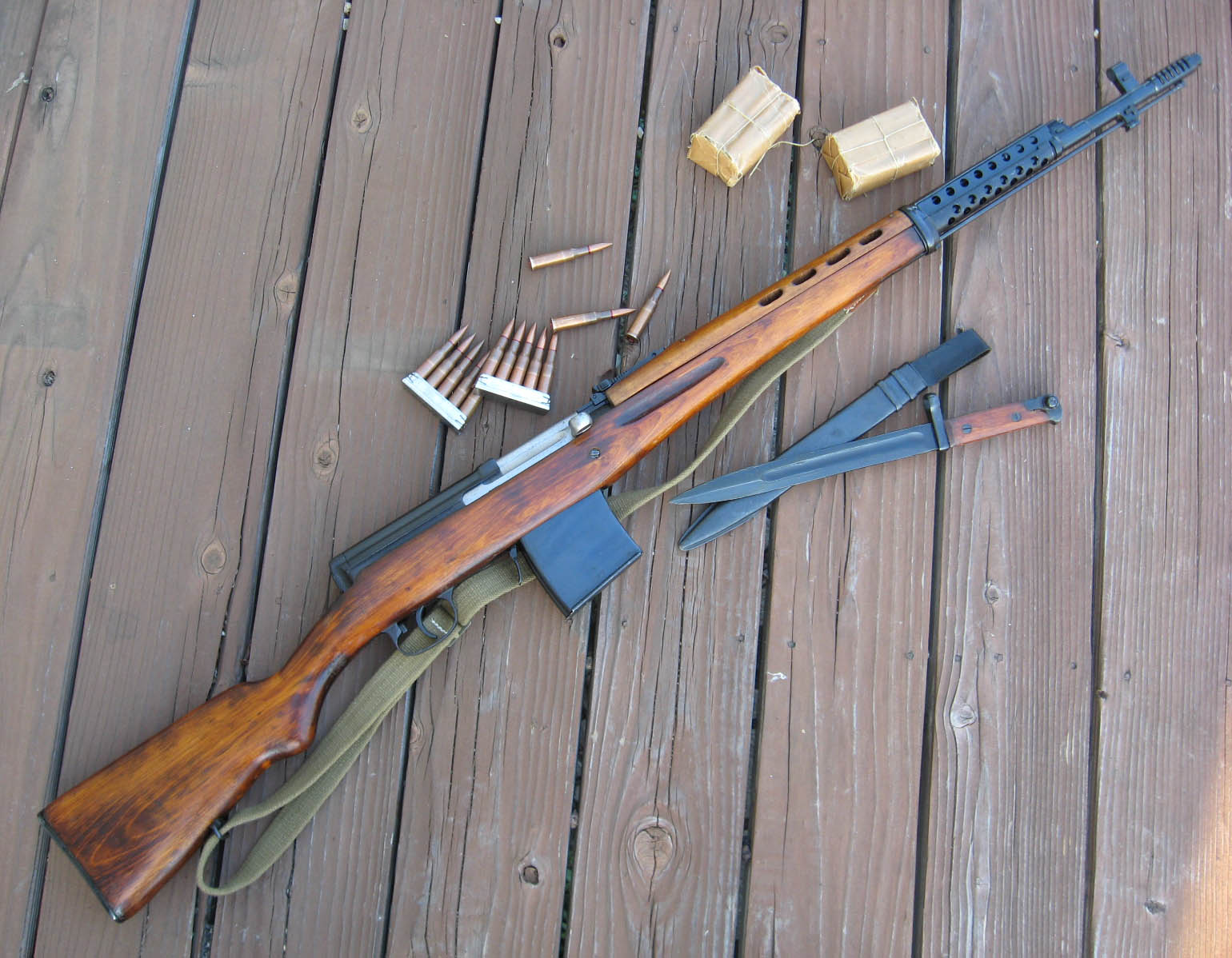
SVT-40

SVT-38的首個戰場為1939—40年的冬季戰爭，蘇軍部隊對該槍的反應較為負面，其中最常聽到的批評是步槍太長和過於笨重、難以保養，以及彈匣經常掉落。在生產約15萬枝SVT-38後，蘇聯當局終止了該槍的生產。取而代之的是其改良型“SVT-40”，該槍是對SVT-38的進一步簡化及輕量化版本，而且還配備了一個經改良過的可摺疊式彈匣釋放鈕。其護木也改為一體化部件，通槍條設置於槍管下方。其他作出的更改主要是為了方便生產。SVT-40於1940年7月在圖拉兵工廠投產，不久也開始在伊熱夫斯克和波多利斯克的工廠生產。然而SVT-40誕生後並沒有取代莫辛-納甘1891/30型，後者仍然作為蘇軍的主力制式步槍。比起普通步兵，SVT-40更為普遍的裝備在士官和諸如海軍步兵的精銳單位。由於生產該槍的工廠先前已有製造SVT-38的經驗，因此產量很快便有上升的趨勢，在1940年約有7萬枝SVT-40出廠。
1941年6月，在納粹德國發起巴巴羅薩行動侵略蘇聯之際，蘇軍已大量裝備SVT-40。在一個蘇聯步兵師的編裝中，每三枝步槍中就有一枝SVT-40，然而在實踐中卻很少能夠達到該比率。在戰爭的最初數個月，蘇聯承受了災難性的傷亡，他們同時損失了數十萬枝SVT-40。為了在短時間內補充大量武器以應付戰事，蘇聯決定重新生產莫辛-納甘步槍。這是由於SVT-40的生產工序較繁複，而且那些只受過最低程度訓練的士兵根本就不具備保養該武器的能力。不久，蘇軍採用了波波莎衝鋒槍等成本低廉、結構簡單，同時又十分適合增加步兵火力的武器。故對半自動步槍的需求已不再是迫切的，SVT-40的產量亦逐步下降。在1941年，蘇聯的工廠生產了超過10萬枝SVT-40。但在1942年，伊熱夫斯克的兵工廠接到上級命令，要求停止對該槍的生產，並改回生產莫辛-納甘91/30型。在1942年只有264,000枝SVT-40出廠，生產數目更持續下降，但直至於1945年1月，工廠收到上級發出的命令後才正式停產。SVT-38和SVT-40的總生產量約160萬枝，當中有51,710枝為SVT-40狙擊步槍型。

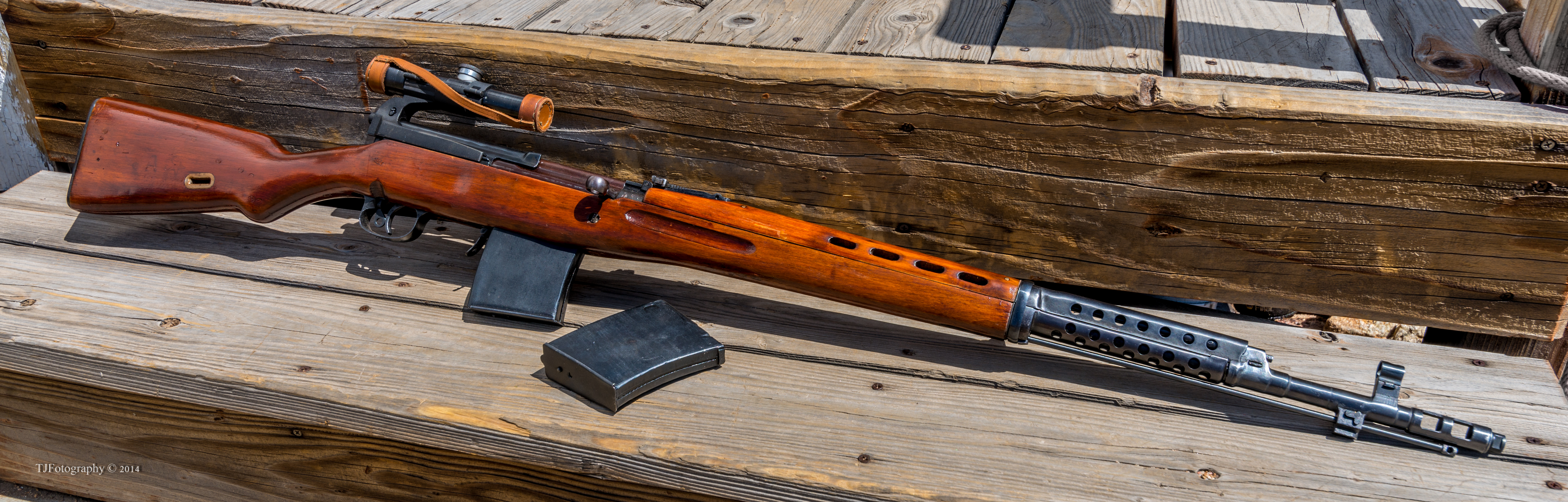
一枝在1941年由圖拉兵工廠出品的SVT-40狙擊型

據指，SVT系列步槍有著射擊精度差的問題，其中蘇聯陸軍的報告更指出該槍“結構脆弱，而且維修和保養困難”。其以北極樺木製成的槍托容易因射擊時產生的後座力而裂開。較常見的補救方法包括在水平方向鑽上一根或兩根大型工業用螺栓，以防止裂縫擴展至機匣。
另外，許多步槍疑因出廠前的裝配缺陷而導致在射擊時機匣會有移位的跡象。解決方法為使用樺木片以座床的方式進行加工。由於狙擊步槍是相當重視射擊精度的武器，這個問題是蘇聯軍方所無法接受的，因此SVT-40的狙擊型於1942年便已停產。以研磨方式在SVT步槍的機匣刻上瞄準鏡導軌的方式也不再使用。狙擊型與標準型的差異之處還包括前者簡化了槍口制退器的設計，把六孔式改為兩孔式。

### AVT-40自動步槍
為了解決蘇軍機槍短缺的問題，當局於1942年5月20日下令生產具備全自動射擊功能的SVT衍生型，該版本被命名為“AVT-40”（АВТ-40）。部隊於同年7月接收首批AVT-40。該槍在外觀上與SVT-40沒多大分別，除了新增了一個兼作射擊選擇桿（可選擇半自動或全自動射擊）的保險裝置。在全自動射擊時，AVT-40的理論射速為750發／分鐘，高於同口徑，射速為550發／分鐘的DP輕機槍。為了更有效地讓射手抵抗於全自動射擊時的壓力，AVT-40具備了一個以硬木製成，且更粗壯的槍托。其上面刻有一個特大的А字。盈餘的AVT槍托後來被用在翻新的SVT步槍上。在服役期間，士兵都普遍對AVT表示失望。這是因為該槍在全自動射擊時近乎無法控制，而且步槍在持續自動射擊後經常出現零件破損的問題。在戰後的一部紀錄片指出，在連續進行200—250發的全自動射擊下，AVT-40槍管內的膛線將會被完全磨損。因此蘇軍隨即便禁止士兵使用該槍的全自動模式，其產量亦不多。最後更於1943年夏季結束後完全停產。
“SKT-40” （СКТ-40）是SVT-40的縮短卡賓槍版本，該槍在1940年設計，並同時與西蒙諾夫設計的樣槍被提交到一場招標進行競選。然而該槍並沒有獲得採用。後來，托卡列夫研製了一枝口徑改為7.62×39mm的樣槍，但同樣沒有被蘇軍採納。此外，托卡列夫還設計了一種以SVT為原型，並縮小尺吋，把口徑改為7.62×41mm的突擊步槍，是為“AT-44”（АТ-44），該槍被用來與西蒙諾夫的AS-44作競爭，但結果因出現類似AVT-40的可靠性問題而落敗。SVT-40還有一種消音的原型槍，但同樣被認為是失敗作而沒有獲採納。
根據一些文件指出和少量流出的照片中可見，當局似乎還為SVT-40研發了一種15發延長彈匣，但由於目前並沒有找到任何實物，故它與AVS-36的15發彈匣一樣，普遍被外界推斷為失敗作。目前可從少數圖片發現德軍和芬蘭軍曾使用過裝上類似布倫輕機槍或拉提L/26輕機槍彈匣的SVT-38和SVT-40，然而相關的文獻記載和資料非常少。

## 在蘇聯境外的使用
SVT步槍的第一個外國用戶為芬蘭，芬蘭國防軍在冬季戰爭期間從蘇軍手上繳獲了2,700枝SVT-38，並在繼續戰爭中再度繳獲了15萬枝SVT系列步槍。這些繳獲武器被芬蘭士兵廣泛地使用。芬蘭人甚至還嘗試仿製SVT-38，並命名為“塔帕科”（Tapako）。但他們只製作了一枝原型槍。直至芬蘭國防軍採用Rk 62突擊步槍之前，他們還對研發出一種以SVT為原型的步槍作出各種嘗試。納粹德國也在東線戰場上繳獲大量SVT步槍。由於當時德意志國防軍的半自動步槍短缺，他們把繳獲的SVT-38和SVT-40分別命名為“Selbstladegewehr 258(r)”和“Selbstladegewehr 259(r)”，並被德軍士兵大量地用來對付蘇軍。後來德國人參考SVT的導氣式結構，研發出自己的半自動步槍，Gewehr 43。1940年代，瑞士正打算為其軍隊裝備半自動步槍。W+F柏恩公司生產了一種7.5毫米瑞士口徑，並以6發彈匣供彈的SVT仿製型，該槍被命名為“AK44”，但最終沒有獲得採用。

## 戰後
二戰過後，蘇軍把大部份SVT除役，這些步槍在經兵工廠翻新後便封存起來。蘇軍期後相繼地以更先進的SKS半自動步槍和AK自動步槍取代SVT作為制式步槍的地位，該槍最終於1950年代退役。少量SVT被蘇聯以軍事援助的名義提供給其盟友。其中朝鮮人民軍在韓戰爆發前獲得了一些。芬蘭陸軍於1958年把SVT除役，約7,500枝步槍透過槍械進口商Interarms進口到美國，並在民間市場上出售。這為SVT作為正規部隊制式武器的時代劃上句號。
在蘇聯境內，部份沒裝上刺刀的SVT被作為民用打獵步槍出售。其餘的SVT則被存放於軍火庫至1990年代，然後作為盈餘槍械售往外國。
目前SVT普遍的成為了收藏家和歷史愛好者的收藏品。在俄羅斯，有部份廠商生產了一些民用的SVT衍生型。包括：OSK-88（ОСК-88）和莫洛KO-SVT，這些槍械有著不同的槍管長度、槍托和瞄具。
總括而言，SVT雖服役時間並不長，其誕生卻深深地影響了部份後來出現的槍械。該槍在戰場上被減少使用的原因並非因為它在技術上的落後，而是基於當時蘇軍急需大量步槍以填補丟失武器的空缺，而SVT的生產工序又過於繁複，所以工廠只能優先生產結構更簡單的武器滿足部隊的需求。

## 使用國家
- 阿富汗民主共和國
- 阿爾巴尼亞社會主義人民共和國
- 保加利亞人民共和國
- 古巴
- 捷克斯洛伐克社會主義共和國
- 东德
- 埃及
- 芬兰
- 匈牙利人民共和国
- 納粹德國
- 波蘭人民共和國
- 菲律賓
- 罗马尼亚社会主义共和国
- 苏联
- 乌克兰—繼承自前蘇聯，在俄羅斯入侵烏克蘭期間仍有限使用。
- 越南
- 南斯拉夫社會主義聯邦共和國

## 登場作品

### 電影
- 2013年—：SVT-40由蘇聯紅軍士兵和蘇聯海軍水手所使用。
- 2015年—《狙擊．309》：柳德米拉·帕夫里琴科（尤莉亞·佩雷斯希爾德（英语：Yulia Peresild）飾演）曾獲贈一把SVT-40狙擊型。

### 電子遊戲
- 2004年—：SVT-40由蘇聯紅軍士兵所使用。
- 2005年—《2》：SVT-40由蘇聯紅軍士兵所使用。
- 2006年—《赤色交響樂隊：東線41-45（英语：Red Orchestra: Ostfront 41-45）》：SVT-40由蘇聯紅軍士兵所使用。
- 2008年—：型號為SVT-40和SVT-40狙擊型，聯機模式中能夠由所有陣營使用。
- 2016年—《英雄與將軍》
- 2016年—《逃離塔科夫》：型號為SVT-40及AVT-40。
- 2016年—《少女前線》出現的為SVT-38
- 2017年—：型號為SVT-40。戰役模式中由德意志國防軍所使用，奇怪地會大量於西線出現。聯機模式時為解鎖武器，能夠由所有陣營使用。
- 2021年—《決勝時刻：先鋒》
- 2021年—《Enlisted》 出现为SVT-38、SVT-40以及其他衍生型号。

## 外部連結
- How a SVT-40 works（页面存档备份，存于）